# Eurepa marginipennis
Eurepa marginipennis är en insektsart som först beskrevs av White, A. 1841.  Eurepa marginipennis ingår i släktet Eurepa och familjen syrsor. Inga underarter finns listade i Catalogue of Life.